# Astroblepus peruanus
Astroblepus peruanus är en fiskart som först beskrevs av Steindachner, 1877.  Astroblepus peruanus ingår i släktet Astroblepus och familjen Astroblepidae. Inga underarter finns listade.